# Charles Seignobos
Charles Seignobos, född den 10 september 1854 i Lamastre (departementet Ardèche), död den 24 april 1942 i Ploubazlanec, var en fransk historiker.
Seignobos, som föddes inom en republikansk hugenottfamilj, genomgick 1874–1877 École normale supérieure. Han vistades därefter för studier i Tyskland och satte sig grundligt in i dess historieskrivning. Seignobos var 1879–1882 lektor i Dijon och 1883–1890 professeur libre vid Sorbonne samt därefter anställd som professor i historiens metod vid Parisuniversitetets Faculté des lettres, där han höll mycket besökta föreläsningar. Genom en rad läroböcker bidrog han till en reformering av de franska skolornas historieundervisning. Sin historiska metod lade han i dagen dels i den tillsammans med Charles-Victor Langlois utgivna Introduction aux études historiques (1898), dels i La méthode historique appliquée aux sciences sociales (1901). Bland Seignobos arbeten bör för övrigt nämnas det av Franska akademien prisbelönta Histoire politique de l'Europé contemporaine. Evolution des partis et des formes politiques (1814–1896) (1897, sjunde upplagan i två band 1924–1931), 1815–1915. Du congrès de Vienne à la guerre de 1914 (1915) och delarna VI–VIII och en avdelning av del IX i den av Ernest Lavisse utgivna Histoire de France contemporaine (1921–1922). Seignobos var en tid redaktör för tidskriften L'Européen. Han var den främste representanten i Frankrike för den metodiskt grundliga hävdaforskningen med dess nyktra framställningssätt i motsats mot den av Franska akademien länge omhuldade riktningen inom fransk historieskrivning, som lade huvudvikten på fängslande miljöskildring och oratoriskt elegant framställningssätt. Till sin politiska åskådning var Seignobos radikal republikan.